# Adolphe Flocard de Mépieu
Adolphe Flocard de Mépieu est un homme politique français, né le 20 juillet 1802 à Sermérieu (Isère) et décédé le 28 février 1869 à Paris.
Propriétaire agriculteur, il est député de l'Isère de 1852 à 1869, siégeant dans la majorité soutenant le Second Empire.

## Biographie
Adolphe Joseph Gaspard Thérèse Flocard de Mépieu est le fils d'Abel Christophe Flocard de Mépieu et de Mélanie de Monthouz du Barrioz. Sa famille paternelle est une famille de petite noblesse du Dauphiné, tandis que sa famille maternelle appartient à l'aristocratie savoyarde.
Il est propriétaire exploitant et s'intéresse aux progrès de l'agronomie. il commande la garde nationale de sa commune.
Conseiller général du canton de Morestel de 1839 à sa mort, il est maire de Sermérieu de 1852 à 1869.
Il est inhumé dans sa ville natale de Sermérieu.
Son testament prévoit un legs de 20 000 francs pour la construction d'un hôpital cantonal à Morestel, s'ajoutant à un versement antérieur de 10 000. Compte tenu des contraintes administratives et financières, l'hôpital ne put être inauguré qu'en juillet 1904.
Il était chevalier de la Légion d'honneur (1850).